# Sjuårskriget
Sjuårskriget eller Europeiska sjuårskriget kallas det krig som 1756–1763 fördes mellan å ena sidan Tysk-romerska riket, Frankrike, Ryssland, Sverige och å andra Preussen och Storbritannien-Hannover. Dess viktigaste orsaker var Storbritanniens och Frankrikes makttävlan på haven och i kolonierna samt rivaliteten mellan Tysk-romerska riket och Preussen. Namnet användes företrädesvis för att beteckna kriget i Tyskland mellan Preussen och dess fiender, vilket emellertid betraktat som ett led i kampen om Schlesien (se schlesiska krigen) ibland också kallas tredje schlesiska kriget. Det svenska engagemanget går vanligen under beteckningen pommerska kriget 1757–1762.

## Bakgrund
Fredsslutet mellan Storbritannien och Frankrike 1748 innebar endast ett stillestånd under kampen om herraväldet på havet och i kolonierna. I Indien upphörde inte fejden mellan det Franska Ostindiska Kompaniet och det Brittiska Ostindiska Kompaniet. I Nordamerika sökte fransmännen sammanfoga sina besittningar i norr (Kanada) och söder (Louisiana) och därmed stävja de engelska koloniernas expansion västerut. Detta ledde våren 1754 till väpnade sammanstötningar mellan britter och fransmän i Ohios floddal. Påföljande år fortsattes striderna i Nordamerika; det kom också till en drabbning mellan franska och brittiska örlogsfartyg. Det var bara en tidsfråga om när formellt krigstillstånd skulle inträda. Brittiska regeringen var angelägen om att i ett sådant läge inte förlora Georg II:s arvland Hannover till Frankrike, varför man sökte allierade på kontinenten för att skydda detta land.
Närmast kom Englands traditionella allierade, Frankrikes arvfiende Tysk-romerska riket, i fråga. Men i Maria Teresias och hennes statskansler Wenzel Anton Kaunitz' ögon var Frankrike inte längre Tysk-romerska rikets huvudfiende. De två första schlesiska krigen hade gjort att Preussen kommit i besittning av den österrikiska provinsen Schlesien. Denna förlust kunde de inte glömma: ledstjärnan för deras politik var att vid lägligt tillfälle återvinna det förlorade och krossa den stormaktsställning i Nordtyskland, som Fredrik II med sin erövring skapat åt Preussen. Tysk-romerska riket hade länge rustat för en kommande kraftmätning, och på sommaren 1755 började det därför försiktigt närma sig Frankrike. Gynnsammare mottagande fann Storbritannien vid ryska hovet, med vilket fördrag slöts i september 1755. Närmandet mellan Storbritannien och Ryssland bekymrade emellertid Fredrik II. Kejsarinnan Elisabet var hans svurna fiende, delvis av personliga skäl, men framför allt av politiska: både i Polen och Sverige hade hon funnit det ryska inflytandet korsat av den nya preussiska stormakten. Fredrik II hade alltid att räkna med möjligheten av ett ryskt anfall, och inte utan skäl befarade han, att just den ryska intervention i Nordtyskland, vartill det brittisk-ryska fördraget gav uppslag, skulle bli ödesdiger för honom. Han beslöt att söka förebygga den och tog upp Storbritanniens förslag till närmande, vilket han tidigare avböjt, och en konvention (av rent defensiv art) till Hannovers skydd slöts i Westminster i januari 1756. Genom denna konvention hoppades Fredrik II ha brutit den ring, som hans fiender hotade att sluta omkring honom, och därigenom säkerställa freden. Mot hans beräkning väckte den emellertid stor förbittring i Paris. De österrikiska förslagen, som hade ivriga förespråkare i markisinnan Pompadour och hennes vän Bernis, fann starkare gehör, och ett defensivt fördrag slöts mellan Frankrike och Tysk-romerska riket i Versailles i maj 1756. Ryska hovet inledde omedelbart underhandlingar med Tysk-romerska riket och Frankrike om en offensiv allians och började rusta. Så hade en betydelsefull omkastning i det europeiska statssystemet ("le renversement des alliances") ägt rum, och Kaunitz hoppades att på våren 1757 kunna inleda ett rysk-fransk-österrikiskt anfall mot Preussen. Fredrik, som genom en holländsk diplomat hade kännedom om denna plan, önskade inte kriget, men hade sin armé i slagfärdigt skick och beslöt att överraska sina fiender, innan deras rustningar var fullbordade.

## Krigsförloppet

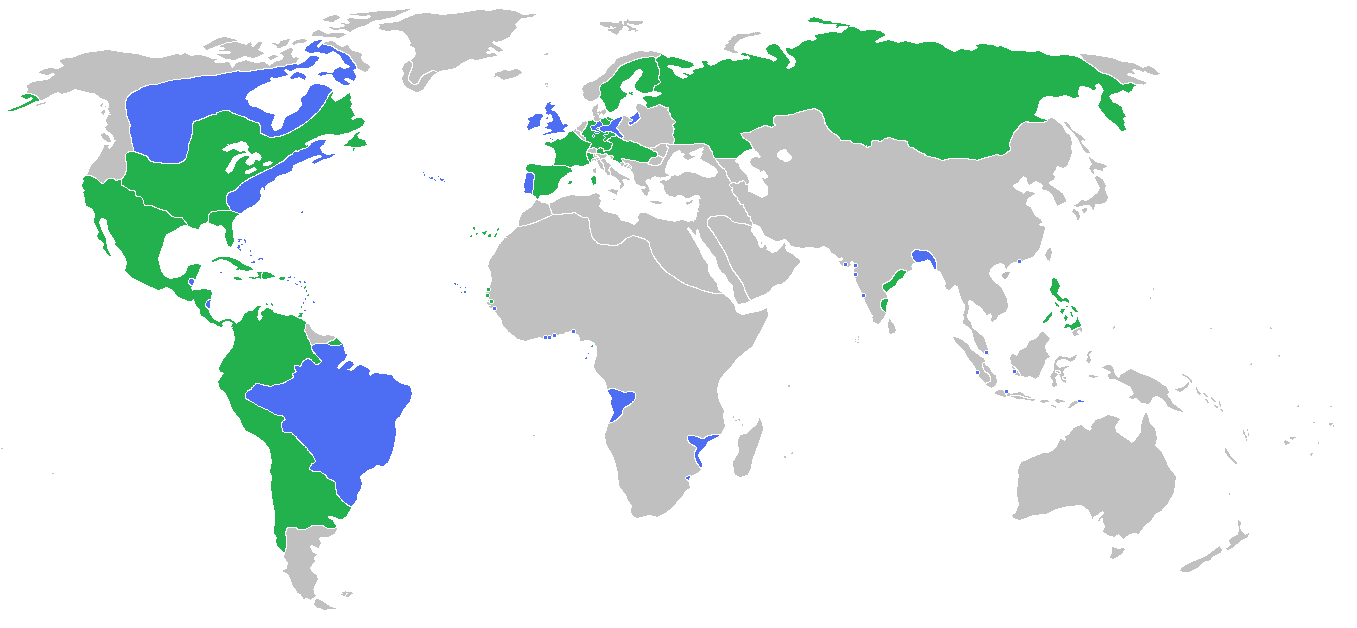
Krigets parter: Storbritannien, Preussen och Portugal med bundsförvanter i blått. Frankrike, Spanien, Ryssland, Österrike och Sverige med bundsförvanter i grönt.

### 1756
Preussens kung Fredrik II ryckte i augusti 1756 in i Sachsen, som han av strategiska skäl ansåg vara nödvändigt att vara i besittning av. Han räknade Sachsen till sina främsta fiender, men han överdrev styrkan av dess förbindelser med kejsarhoven. Sachsiska armén tvangs, sedan en österrikisk undsättningshär besegrats i slaget vid Lobositz den 1 oktober 1756, till kapitulation i Pirna den 15 oktober. Fredrik hoppades genom inryckningen skrämma Preussens fiender till eftergift och fred, men istället påskyndade inryckningen i Sachsen den fientliga koalitionens fullbordan. En rysk-österrikisk allians kom till stånd i februari 1757, och ryska trupper skickades mot Ostpreussen. I Frankrike fanns visserligen vitt utbredda sympatier för den forne bundsförvanten, och inflytelserika röster påyrkade koncentration på kriget mot Storbritannien (i maj och juni 1756 hade de brittiska och franska krigsförklaringarna utfärdats). Men Ludvig XV fortsatte på den inslagna vägen, slöt - i strid med sekelgamla principer för fransk politik och på för Tysk-romerska riket särdeles gynnsamma villkor - en offensiv allians med denna makt, direkt åsyftande Preussens stympning (maj 1757), och sände två arméer till Tyskland. Ett stort antal tyska furstar ställde trupper till förfogande, och riksdagen i Regensburg beslöt, att riksarmén skulle dras samman i januari 1757. Också Sverige vanns för den antipreussiska koalitionen (fördrag slöts med Frankrike i mars 1757; se om Sveriges deltagande i kriget artikeln Pommerska kriget).

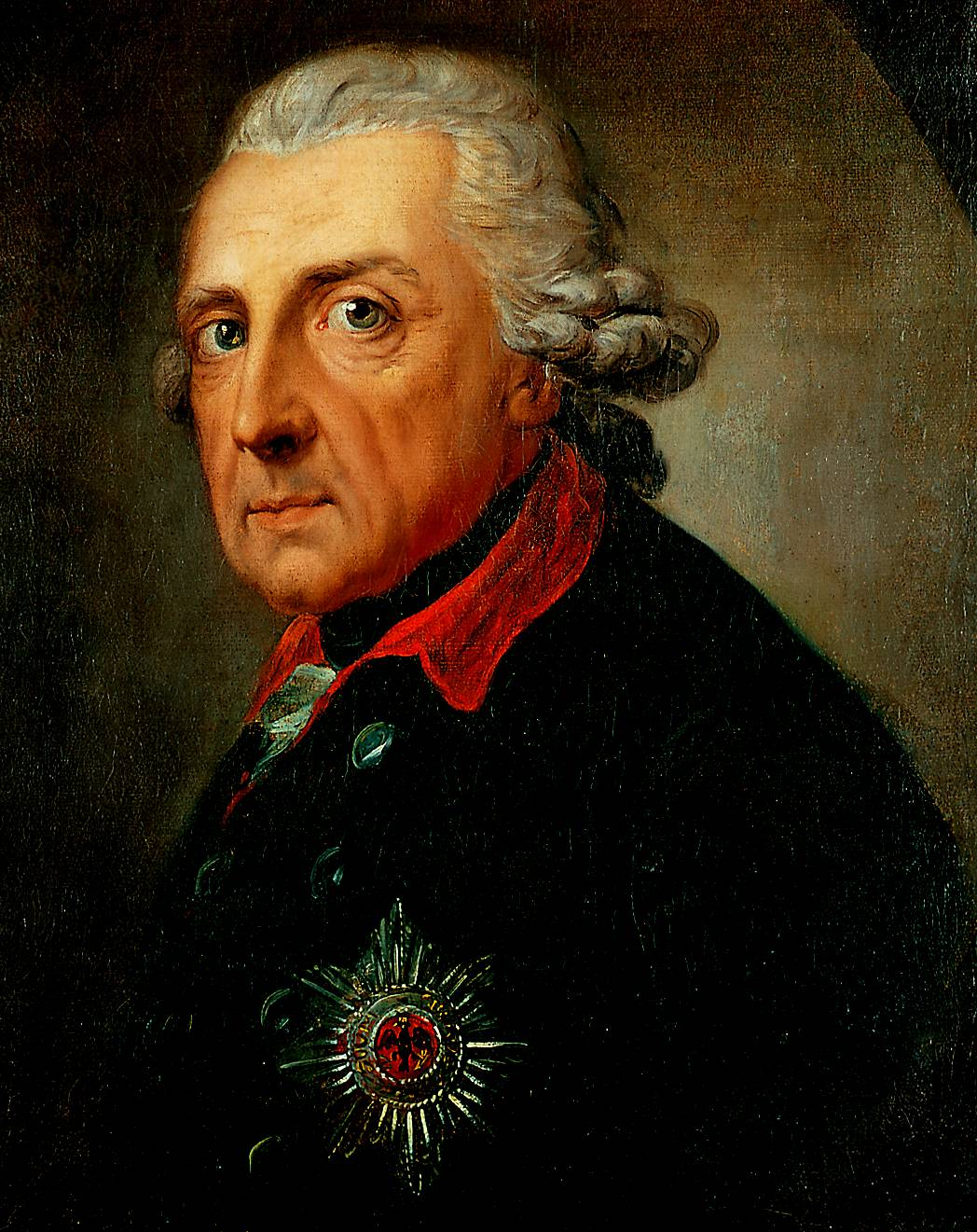
Fredrik II, Fredrik den store (1712–1786), kung av Preussen 1740–1786.

Fredrik II hade ingen bundsförvant, men fick senare hjälp av Storbritannien. Numeriskt sett stod han inför en tredubbel övermakt. Samförståndet mellan hans fiender stördes ofta av slitningar. Det var även en fördel för honom, att de ryska och svenska samt i synnerhet de franska arméerna var dåligt organiserade.

### 1757
Fredrik II gick under 1757 års fälttåg först till anfall mot österrikarna, ryckte in i Böhmen, segrade över Karl Alexander av Lorraine vid Prag 6 maj och började innesluta den belägrade hären i denna stad, men blev, då han vände sig mot en annan österrikisk armé under fältmarskalken greve Leopold Joseph von Daun, själv besegrad i slaget vid Kolín den 18 juni 1757 och måste utrymma Böhmen. En "observationsarmé" , bestående av tyska soldtrupper, som Storbritannien uppställt till Hannovers skydd, blev slagen av fransmännen under Louis Charles d'Estrées i slaget vid Hastenbeck den 26 juli 1757, varefter dess befälhavare hertigen av Cumberland under dansk medling slöt en neutralitetskonvention med fransmännen i Kloster-Zeven i september, som i realiteten öppnade vägen för dessa mot Brandenburg. Ryssarna under Stefan Fjodorovitj Apraksin besegrade Hans von Lehwaldt i slaget vid Gross-Jägerndorf den 30 augusti. En österrikisk strövkår hemsökte Berlin. Situationen syntes förtvivlad, i synnerhet som den andra franska armén under Charles de Rohan Soubise i förening med den tyska riksarmén ryckte fram mot Sachsen. Men Fredrik tillfogade dem i slaget vid Rossbach den 5 november ett avgörande nederlag. Därefter skyndade han i ilmarscher till Schlesien, som österrikarna under tiden genom att inta Schweidnitz och Breslau nästan helt och hållet fått i sitt våld. Genom en seger över den nära nog dubbelt så starka fienden i slaget vid Leuthen den 5 december och genom Breslaus kapitulation den 20 december återtog han Schlesien.
I Storbritannien skedde samtidigt ett betydelsefullt omslag. Stort missnöje rådde där över de motgångar som kriget med Frankrike dittills fört med sig, framför allt till följd av regeringens svaghet (Menorca erövrat av fransmännen i juni 1756, motgångar i Amerika 1756 och 1757). Sedan William Pitt i juni 1757 inträtt i regeringen och blivit dess ledande kraft skedde en vändning. För honom stod det också klart att Storbritannien måste ge Preussen verksam hjälp. Konventionen i Kloster-Zeven ratificerades inte, och Cumberland ersattes av den i preussisk tjänst stående hertig Ferdinand av Braunschweig. Genom en i april 1758 avslutad konvention tillförsäkrades Fredrik, för vilken krigets finansiering erbjöd stora svårigheter, rikliga brittiska subsidier, och hertig Ferdinands armé, som nu skulle bli en "operationsarmé", förstärktes, delvis med brittiska trupper.

### 1758
1758 års fälttåg började med Schweidnitz' intagande 16 april, varpå Fredrik ryckte in i Mähren och belägrade Olmütz, under det att hertig Ferdinand drev fransmännen tillbaka över Rhen och, då de åter tog till offensiven, slog dem i slaget vid Krefeld den 23 juni. Fredrik hade hoppats kunna förmå Daun till en avgörande drabbning, men måste, då denne undvek strid, återvända med oförrättat ärende. Genom det blodiga slaget vid Zorndorf den 25 augusti avvärjde han därpå det angrepp som ryssarna under Vilim Fermor riktat mot Brandenburg. Under tiden hade Daun vänt sig mot de underlägsna preussiska trupperna i Sachsen. Då Fredrik skyndade till dessas hjälp, överrumplade Daun honom nattetid i slaget vid Hochkirch den 14 oktober. Trots detta lyckades Fredrik tvinga österrikarna att utrymma både Schlesien och Sachsen.
Storbritanniens krigföring under 1758 kännetecknas på alla håll av ökad kraft. I Nordamerika vanns stora framgångar, bland annat erövrades Louisbourg i juli, och det egentliga Frankrike oroades genom ett lyckat angrepp på Cherbourg i augusti. François Joachim de Pierre de Bernis, den franska utrikespolitikens ledare, började tvivla på den nya kursens lämplighet, men sedan han ersatts av Étienne François Choiseul, en ivrig anhängare av alliansen med Tysk-romerska riket, lyckades Kaunitz genom nya fördrag i december 1758 binda ihop den franska politiken med den österrikiska.

### 1759
Huvuduppgiften för den preussiska krigföringen under 1759 års fälttåg var att hindra föreningen mellan de ryska trupperna under Pjotr Saltykov och österrikarna. Detta misslyckades. En österrikisk kår under Ernst Gideon von Laudon stötte i Frankfurt an der Oder ihop med den ryska hären, och då Fredrik angrep de förbundna i slaget vid Kunersdorf den 12 augusti led han ett förkrossande nederlag. En fullständig katastrof för Preussen syntes förestå, och Fredrik själv var nära att ge allt förlorat. Men de förbundna utnyttjade inte segern, utan avtågade i oktober åt var sitt håll, och befriad från omsorgen om Brandenburg kunde Fredrik åter vända sig åt Sachsen, där riksarmén i september intagit Dresden. Emellertid misslyckades, till följd av Fincks kapitulation vid Maxen den 21 november, hans försök att utmanövrera Daun ur detta land. För första gången under kriget fick österrikarna övervintra på sachsiskt område.
Större framgångar vann under detta år ("det stora året") Fredriks bundsförvanter. Ferdinand segrade över fransmännen i slaget vid Minden den 1 augusti. Franska landstigningsförsök i Storbritannien avvärjdes av de brittiska amiralerna Boscawen och Hawke, framför allt genom den sistnämndes sjöseger i slaget vid Quiberon den 20 november, och större delen av Kanada frånrycktes Frankrike genom James Wolfes seger i slaget vid Québec den 13 september.

### 1760-1761
Endast genom omfattande rustningar kunde Fredrik under 1760 års fälttåg hålla sina motståndare stången. Han gynnades dock av den inbördes misstro, som hämmade de allierades samverkan. Orsaken var främst Rysslands anspråk, som ökade i takt med dess arméers insatser i kriget. Maria Teresia var mycket tveksam till att ge Ryssland Ostpreussen, som de krävde för sin in medverkan i fälttåget 1760. Ludvig XV, som oroadess av Rysslands ökade inflytande i norra och östra Europa befarade också att Polen som i stor utsträckning politiskt kontrollerades av Frankrike skulle glida dem ur händerna. De började därför i hemlighet att motarbeta Ryssland och vägrade att bekräfta Rysslands anspråk på Ostpreussen. Ryssarnas insatser i årets fälttåg kom att inkränka sig till ett ganska betydelselöst strövtåg till Berlin, där även österrikiska trupper ingick. Österrike lyckades visserligen vinna slaget vid Landshut 23 juni över Heinrich August de la Motte Fouqué, men då de med tre arméer försökte omringa den långt underlägsne preussiske kungen, räddade sig denne genom atti i slaget vid Liegnitz angripa en av arméerna under Gideon Ernst von Laudon och besegra den 15 augusti. Fredrik den store vände sig därefter mot Sachsen och drev i slaget vid Torgau bort Leopold von Daun från hans befästa läger där. Det blev det blodigaste slaget under kriget, men inte så avgörande som Fredrik den store hoppats. Leopold von Daun lyckades hålla sig kvar i Sachsen och behöll Dresden i sina händer.
Mot Karl Vilhelm Ferdinand av Braunschweig-Wolfenbüttel kunde fransmännen trots stor numerisk övervikt inte uträtta något, och i Amerika och Indien led de svåra motgångar. Genom Montreals kapitulation 8 september fullbordades Kanadas erövring av Storbritannien. Samtidigt gick större delen av de franska besittningarna i Indien förlorade, Robert Clive hade vunnit flera betydande segrar där 1756–1759, särskilt slaget vid Plassey 23 juni 1757, och då Eyre Coote vann slaget vid Wandiwash 22 januari 1760 var de slutgiltigt besegrade, 1761 drevs de bort från Indien.
Under dessa omständigheter blev Frankrike benäget för fred. Även i Wien vann efter nederlaget i slaget vid Torgau tankarna på fred gehör. Sedan även Ryssland och Sverige gett sitt bifall, träffades avtal med Storbritannien och Preussen om inledande av fredunderhandlingar våren 1761. Kriget fortsatte dock under tiden. 7 juni 1761 erövrades Belle-Île-en-Mer av britterna. I nordvästra Tyskland fördes kriget med växlande framgång. Ett franskt anfall mot Hannover avvärjdes genom Karl Vilhelm Ferdinand av Braunschweig-Wolfenbüttels seger i slaget vid Vellingshausen 15-16 juli 1761. De ryska och österrikiska arméerna förenade sig, men vågade inte angripa Fredrik den store i hans starkt befästa läger vid Bunzelwitz. Sedan de avtågat vann de dock på var sitt hålle en betydande framgång. Gideon Ernst von Laudon erövrade i oktober 1761 Schweidnitz och ryssarna under Alexander Buturlin intog i december det två gånger tidigare förgäves belägrade Kolberg.
Separata förhandlingar hade sommaren 1761 kommit till stånd mellan England och Frankrike. Étienne François de Choiseul hade dock tagit kontakter med Spanien, som såg sitt eget kolonialvälde hotat av de brittiska framgångarna. I förlitande på understöd från Spanien uppställde han fredsvillkor som William Pitt den äldre inte ville acceptera. De fransk-brittiska underhandlingarna avbröts, medan Frankrike och Spanien i augusti 1761 avslöt de mot Storbritannien riktade "bourbonska familjetraktaten". Étienne François de Choiseul släppte därefter fredstankarna, och den planerade fredskongressen kom inte till stånd, fast Österrike, som var finansiellt utmattat och misstrodde sina allierade, ivrigt önskade det. Det fransk-spanska förbundet orsakade William Pitt den äldres avgång. Då denne omedelbart ville förklara Spanien krig, fick den nya kungen Georg III en ursäkt att i oktober 1761 avsätta Pitt. Han kunde dock inte förhindra en brytning mellan Spanien och Storbritannien i december 1761.

### 1762-1763
En fred på kontinenten i Europa, som gav Storbritannien tillfälle att koncentrera sig på kolonialkriget, blev i det läget ett brittiskt önskemål. Georg III och hans nye premiärminister Bute var beredda på att avträda delar av Preussen till Österrike för att få fred, då situationen för Preussen nu inte såg bra ut. Detta var dock Fredrik den store inte alls intresserad av. Han hoppades nämligen att Osmanska riket, med vilka han låg i förhandlingar, skulle angripa Ryssland och Österrike i ryggen. Någon allians med Osmanska riket kom inte till stånd, men genom kejsarinnan Elisabets död i januari 1762, förändrades dock Preussens ställning. Den nye tsaren Peter III av Ryssland var en stor beundrare av Fredrik den store. När Storbritannien från 1762 upphörde att betala subsidier till Ryssland beslutade sig tsaren i maj 1762 att sluta fred med Preussen och återlämna alla gjorda erövringar. Genom ett rysk-preussiskt förbund i juni 1762 ställdes till och med ryska trupper till Fredriks förfogande mot löfte om understöd åt tsarens planer mot Danmark. Freden med Ryssland följdes av en fred med Sverige 22 maj 1762. Peter störtades visserligen i juli 1762 av sin hustru Katarina II av Ryssland och förbundet upphävdes, men då Fredrik II av Preussen omedelbart erkände Katarina som regent, kom även freden att erkännas. Efter att ha blivit isolerade, besegrades österrikarna i slaget vid Burkersdorf 21 juli 1762. Fredrik II återtog därefter Schweidnitz 9 oktober och fick kontroll över Schlesien, hans bror Henrik av Preussen besegrade den med österrikare förstärkta riksarmén i slaget vid Freiberg 29 oktober 1762. Karl Vilhelm Ferdinand av Braunschweig-Wolfenbüttel segrade trots svagt stöd från den brittiska regeringen i slaget vid Wilhelmstal 24 juni 1762 och erövrade 1 november 1762 Kassel. Spaniens inträde i kriget innebar ingen förändring i krigslyckan vad kolonialkriget anbelangade. Ett spanskt angrepp mot britternas allierade Portugal blev med brittisk hjälp tillbakaslaget. Kuba förlorades till britterna genom Havannas fall 12 augusti 1762, Filippinerna genom Manillas fall 5 oktober 1762. Martinique och andra öar i Västindien erövrades från Frankrike. Bute fortsatte att underhandla med Frankrike. Han hade framhållit fred som ett av sina politiska mål och var villig att ingå fred med Frankrike som inte motsvarade de omfattande erövringar britterna gjort på Frankrikes bekostnad. Det blev dock hårda nog. I preliminärfreden i Fontainebleau 3 november 1762 (bekräftad genom freden i Paris 10 februari 1763) avträdde Frankrike till Storbritannien Kanada och Louisiana öster om Mississippi, liksom ett antal öar i Västindien, även om Martinique åpterställdes. Storbritannien återfick Menorca. Det franska ostindiska kompaniet förlorade alla sina kolonier i Indien så när som på Pondichéry och Chandannagar. Spanien återfick de ockuperade Kuba och Filippinerna mot att avträda Florida. I gengäld fick de av Frankrike västra delen av Louisiana. Mellan Österrike och Preussen kom underhandlingar igång genom medlande av Sachsen. Österrike hade till slut fått släppa varje tanke på landvinningar, och utan förlust eller vinst å någondera sida slöts freden i Hubertsburg 15 februari 1763.

## Galleri

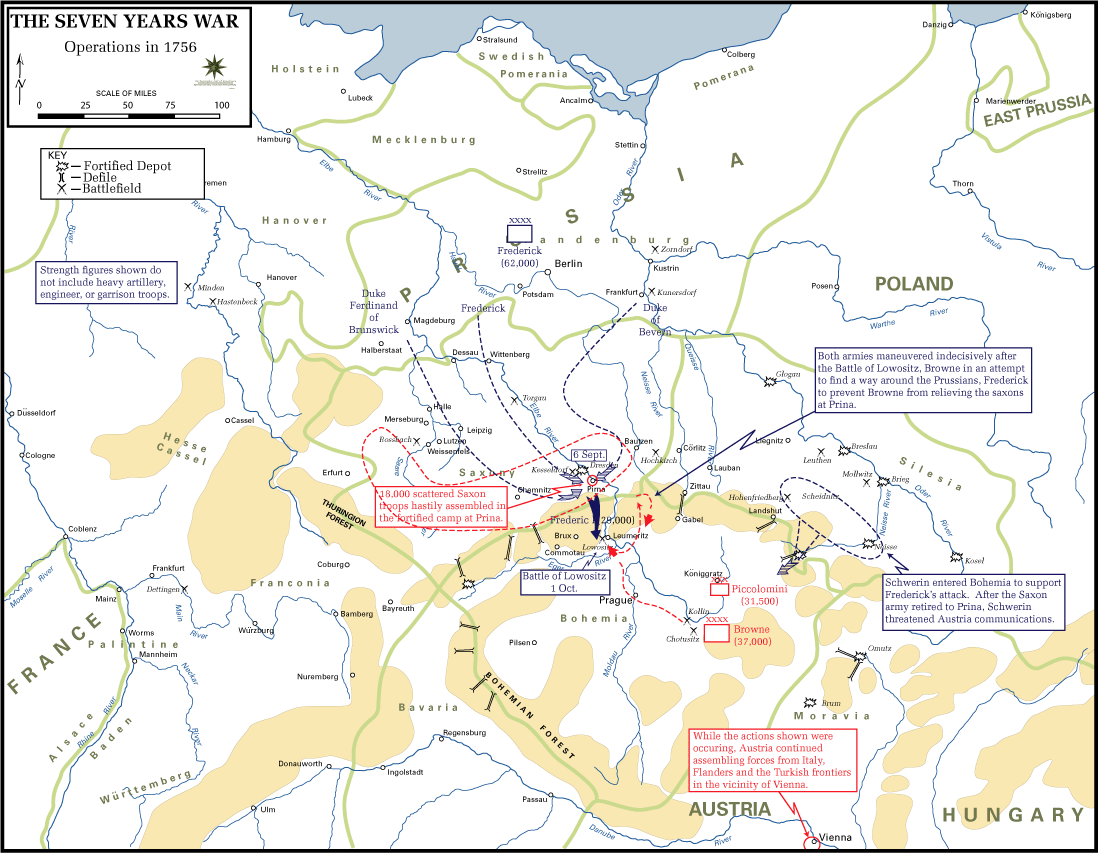
Operationer under sjuårskriget.
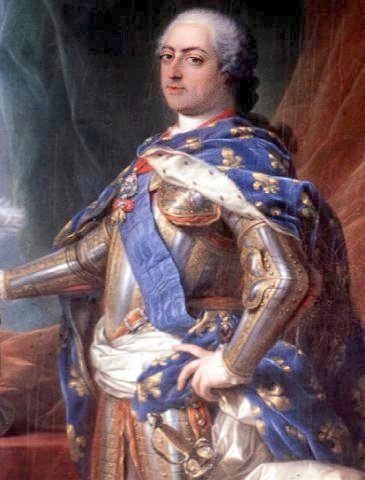
Ludvig XV i rustning.
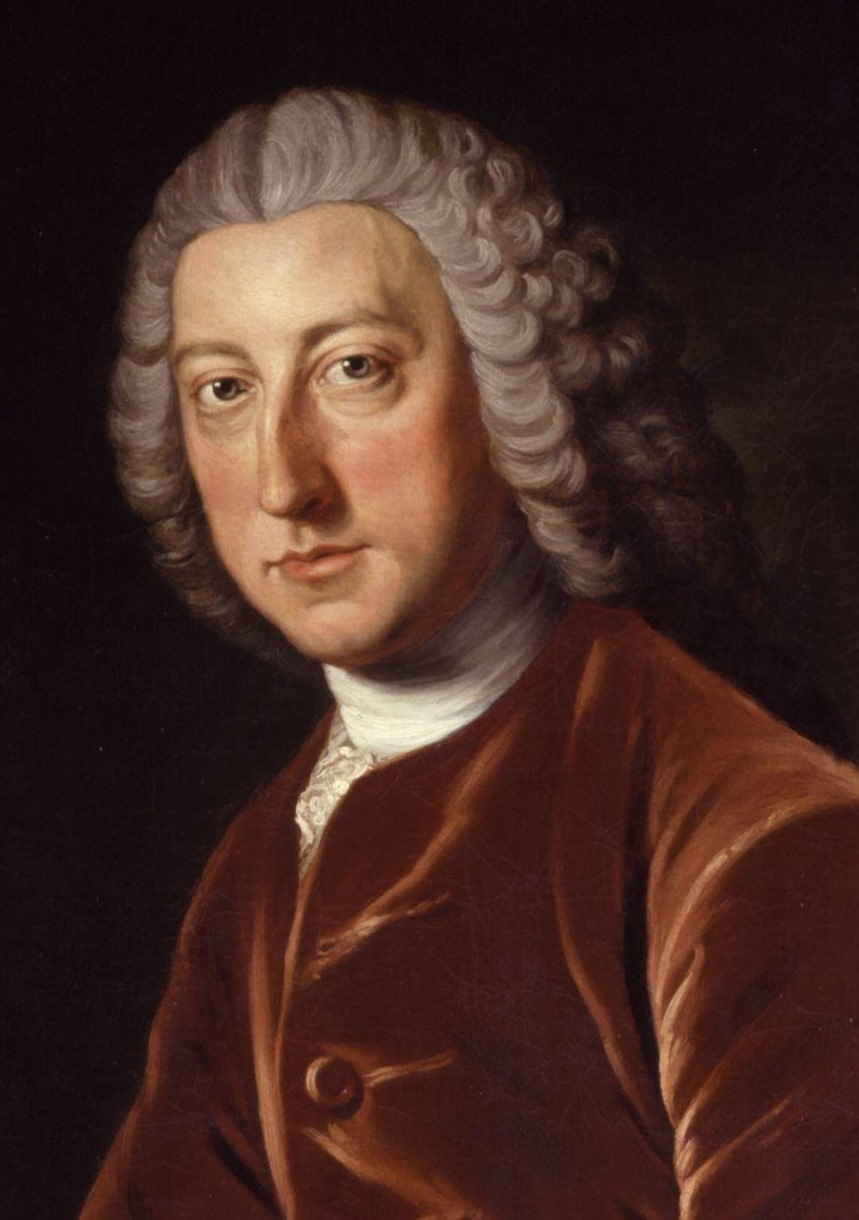
William Pitt, den äldre.
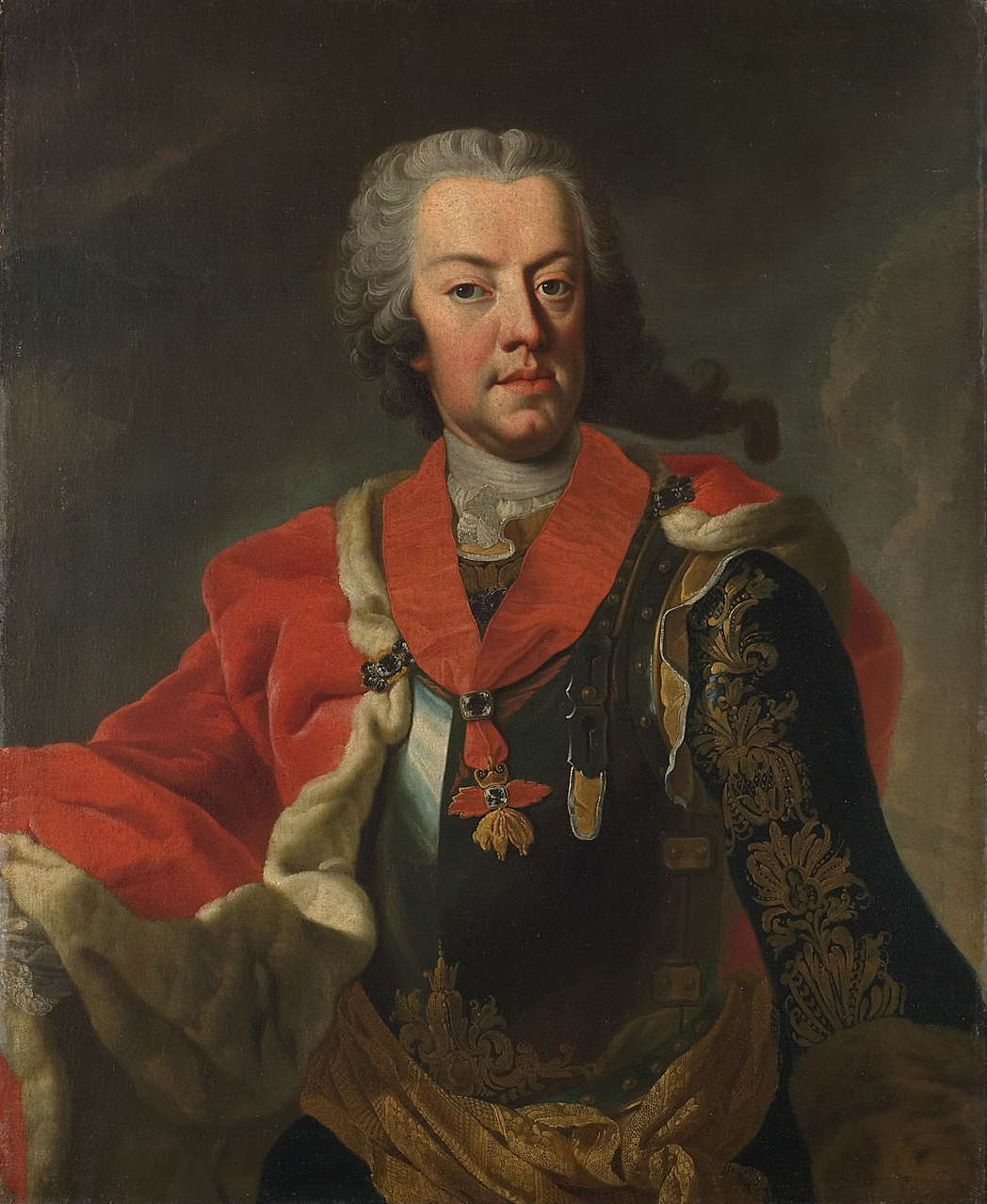
Karl Alexander av Lothringen.
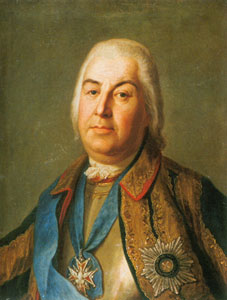
Pjotr Saltykov.
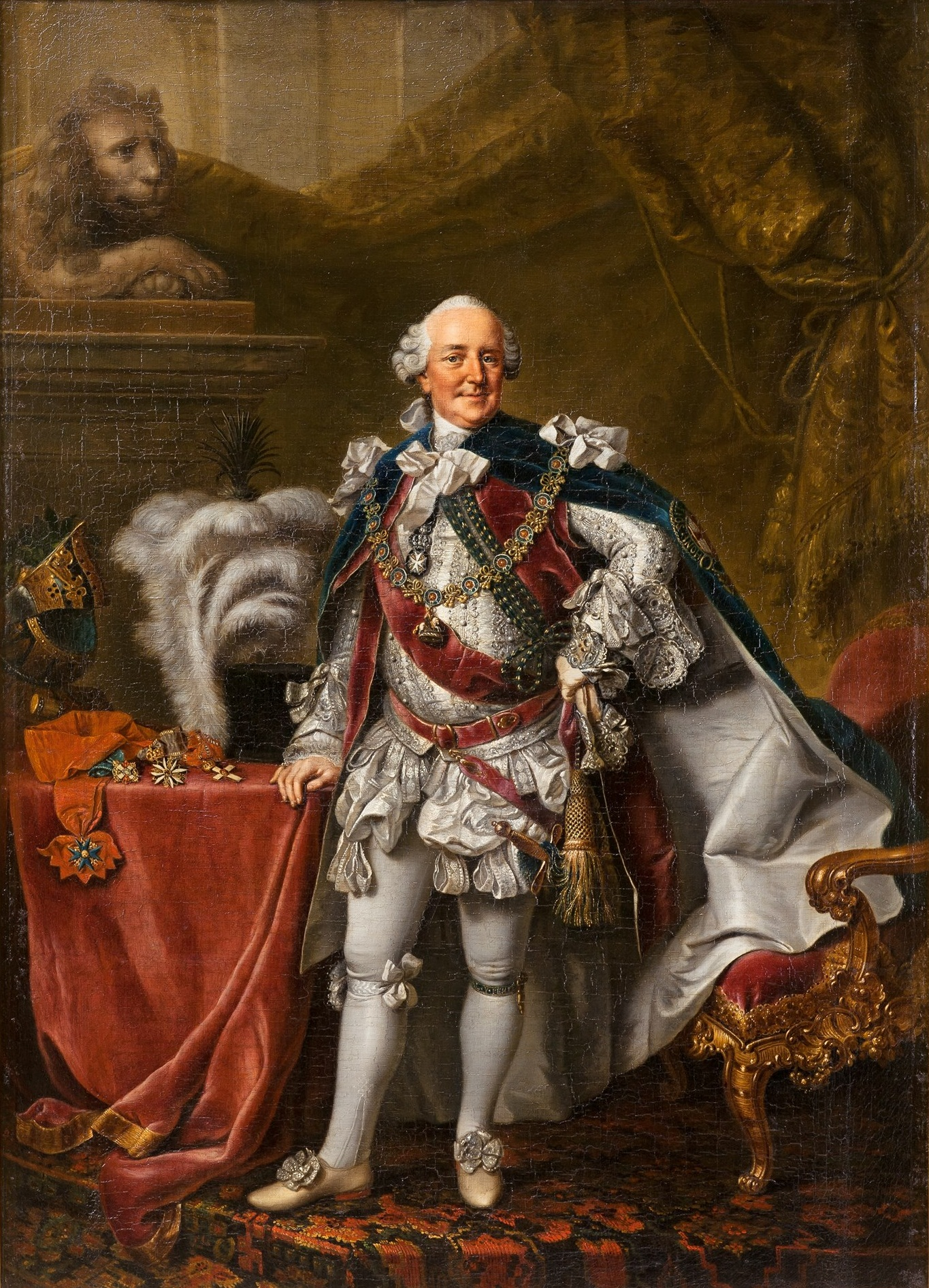
Ferdinand av Braunschweig.
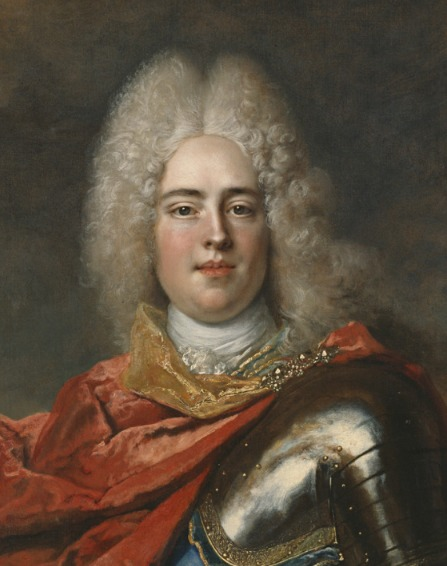
August III.

## Kriget i kulturen
- Filmen Barry Lyndon (1975) av Stanley Kubrick utspelar sig bland annat under Sjuårskriget.